# Горбенко, Степан Степанович

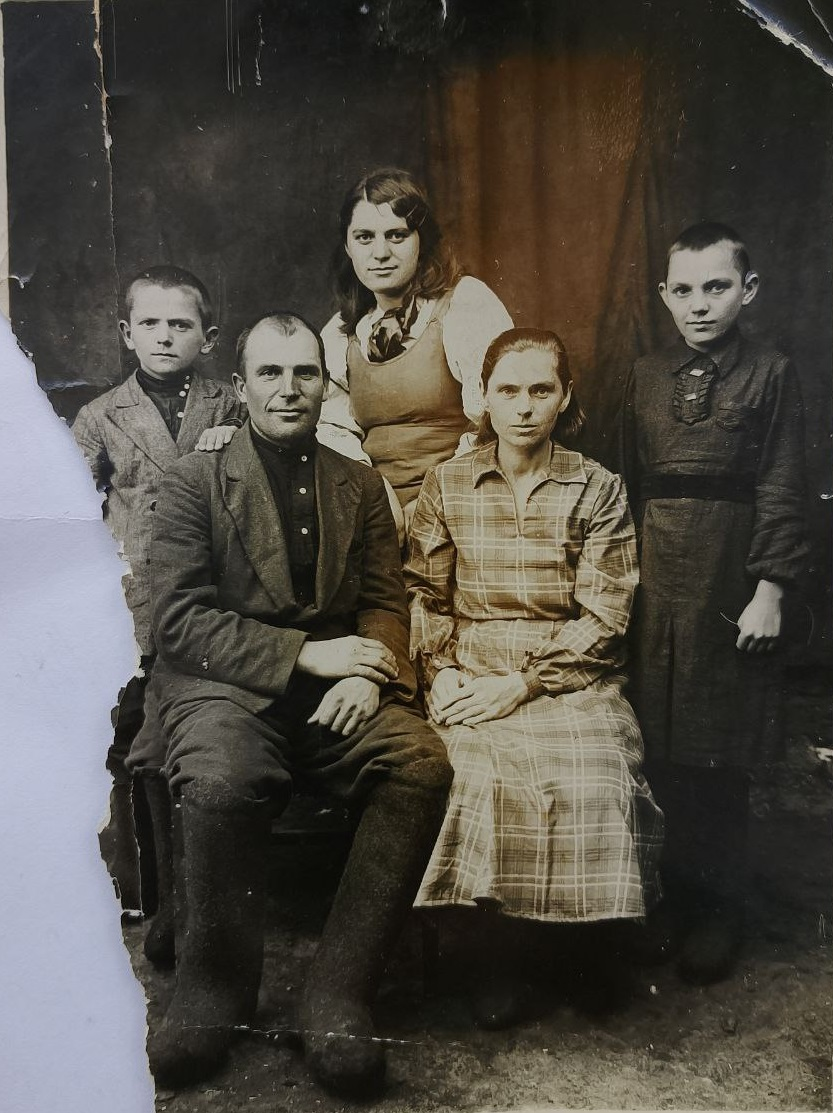
Родители и сестры Степана Степановича (после тифа) 1941 год

Степан Степанович Горбенко (27 ноября 1929 — 26 октября 2007) — советский и российский железнодорожник, депутат, директор Новосибирского электровозоремонтного завода (1972—1991), заслуженный работник транспорта России.

## Биография
Родился 27 ноября 1929 с семье Казака Степана Абрамович Горбенко 1903-1987 и дочери Полтавского казака Елены Гавриловны Горбенко (Лаптевой) 1907-1989
Бабушка Степана Степановича - Ильина Марфа Иванова 1862 - 1930. Её родной брат был лично знаком с Владимиром Ивановичем Вернандским.
Дед Степана Степановича - Лаптев Гавриил Петрович 1861 Сын Одного из первопоселенцев Полтавской Станицы Петра Лаптева. До революции имел до 15 голов лошадей, 20 рабочих быков, 150 голов мелкого скота, от 50 до 80 десятин посевов, от 3 до 5 человек батраков, Имел торговую Лавку торговый оборот 10000 царских рублей. После революции Раскулачен в 1930 году и Отправлен на север Урала
Предки По отцу происходят из Екатеринославской Губернии Павлоградского Села Кочережки. Его дед - Абрам Горбенко приехал на южный урал в начале XX века с пятью сыновьями и женой Софией. Трое из них - Ветераны 1 мировой войны. Проживая В Варненском районе селе Казановка,  Его отец в последний момент избежал раскулачивания, Поздней ночью 10 февраля 1930 года его предупредили о выселении ранним утром. Этой же ночью они всей семьей уехали на алтай и жили там до 1941 года. Его же братьям Лукьяну и Трофиму и их семьям спастись не удалось, ранним утром их выселили.
По окончанию хорошего обучения в Школе в  1952 году окончил Томский электротехнический институт железнодорожного транспорта, после чего устроился в электровозное депо на станцию Златоуст Южно-Уральской железной дороги был помощником машиниста,после чего машинистом электровозам начальником производственного отдела.
Затем в 1955 переехал в Челябинск  и работал начальником электромашинного цеха на челябинском на электровозоремонтом заводе
С 1963 года —  главный инженер Новосибирского Паровозоремонтного завода, позже переделанного под его началом в Новосибирский электровозоремонтный завод. С 1972 году занимал место директора НЭРЗ до выхода на пенсию в 1991 году. 
После выхода пенсию был начальником испытательной станции двигателей на Новосибирском Электровозоремонтном заводе где проработал до 2005 года.
Депутат Новосибирского районного, городского и Областного Совета до 1991 года.
Умер 26 октября 2007 года В следствии быстроразвивающийся онкологии. Похоронен на Инском кладбище в Новосибирске.

## Награды
Ордена Трудового Красного Знамени и «Знак Почёта», медали. 
Обладатель знака почетного железнодорожника, а также заслуженный работник транспорта России